# Lent ustòria

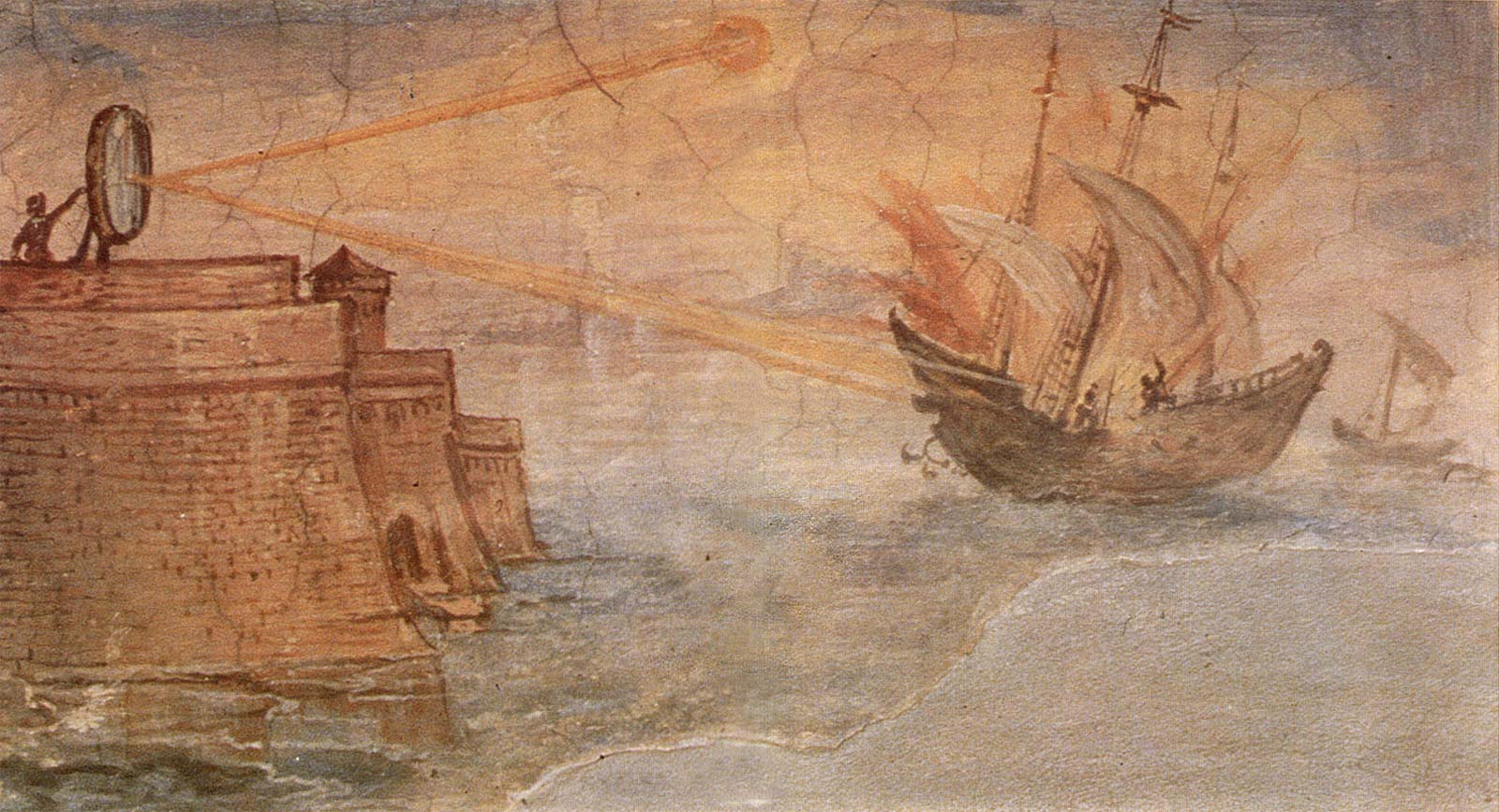
Pintura de Giulio Parigi representant l'incendi d'una nau romana utilitzant un mirall ustori durant el lloc de Siracusa (Galeria dels Uffizi, Florència).

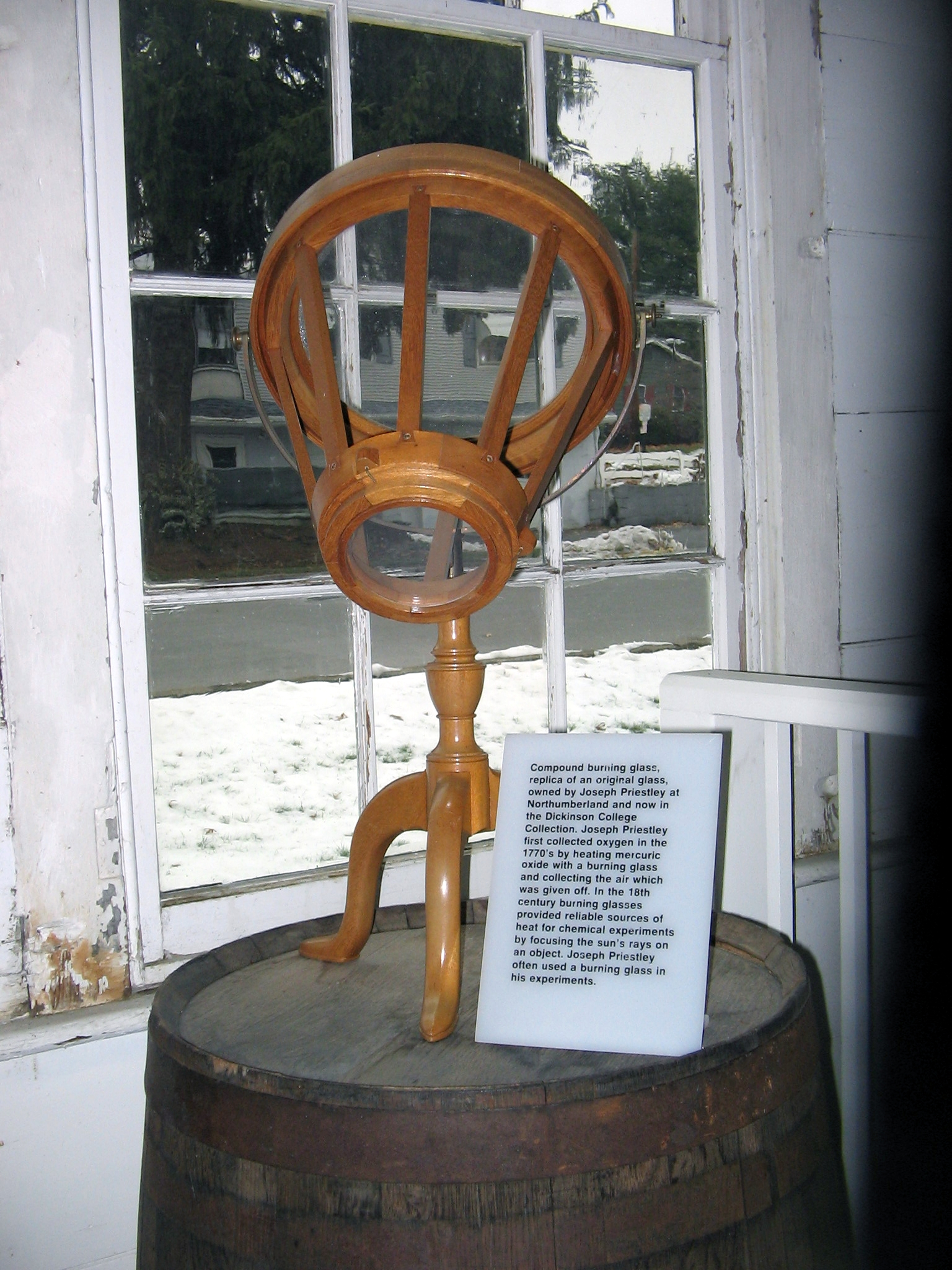
Rèplica (a menor escala) de la lent ustòria propietat de Joseph Priestley, en el seu laboratori.

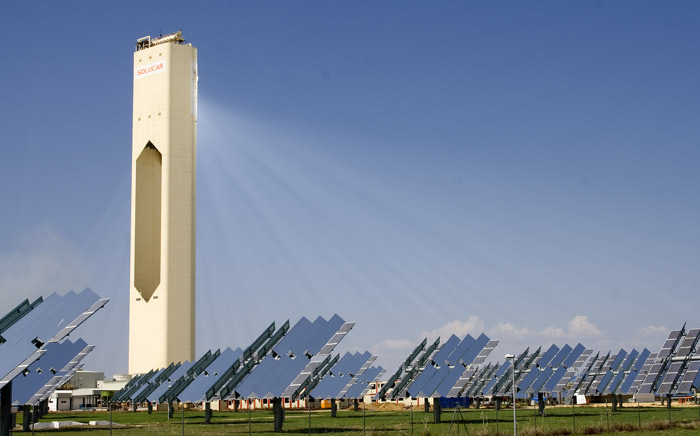
Conjunt de miralls concentrant la llum del sol a la torre d'una central elèctrica termosolar.

El mirall ustori és un gran mirall còncau que concentra en el seu focus, els raigs solars o d'un cos en combustió. Es produeix una calor capaç de fondre o incendiar qualsevol objecte o substància.
Etimològicament, el seu nom prové de la paraula llatina ustor, de ustoris, 'el que crema'.

## Ús en l'antiguitat
- El mite diu que Arquimedes, va fer ús del mirall ustori amb finalitats bèl·liques i que, a partir dels raigs solars, va incendiar els vaixells romans de la flota de Marcelo a la ciutat italiana de Siracusa (214 - 212 a.C.) -segons el testimoni d'autors de la baixa llatinitat que van ser reunits en un fullet per M.L. du Fons.

Hi ha diferents opinions respecte aquest fet, com per exemple l'escriptor i crític francès, Joly de Maizeroy, que nega que Arquimedes fes servir un mirall ustori, però no posa en dubte que es coneixien les aplicacions de l'efecte de la reflexió en els seus temps.
- També es creu que el filòsof grec, Proclo, enginyer de l'emperador romà d'Orient Anastasio I, va incendiar la flota de Vitaliano a Constantinoble.

## El mirall compost deBuffon
L'interès científic d'aquest instrument va plantejar la necessitat d'optimitzar-ne l'ús. El 1726, Charles-François de Cisternay du Fay, comunicava a l'Acadèmia els resultats de les seves investigacions entorn el mirall ustoric. Va retomar els estudis des d'on Bonaventura Cavalieri ho havia deixat ja que no havia tingut en compte que la física podia traicionar els raonaments geomètrics: la llum perd força amb la reflexió, la refracció o simplement per l'acció del fum; no es propaga sense debilitar-se fins l'infinit.
Inicialment, va construir miralls de guix parabòlics, daurats i brunyits però posteriorment va observar que els miralls semiesfèrics eren més fàcils de construir. L'única diferència, però, residia en el poder ustori: mentre que els miralls parabòlics posseeixen un focus puntual, els semiesfèrics posseeixen com a focus una superfície càustica. Això no resta poder ustori al focus del mirall semiesfèric sempre que el focus càustic sigui menor que la mostra.
El primer assaig de Du Fay va intentar donar solució al principal problema que plantejaven els miralls còncaus com a eines ustòries: si s'utilitza llum solar, el mirall ha d'estar orientat cap al Sol, i per això, la mostra ha de situar-se entre el mirall i el Sol, cosa que complica la seva observació. Per aquesta raó, Dufay va emprar un dispositiu compost per dos miralls semiesfèrics que aprofitava la calor del foc: va col·locar dos miralls esfèrics de 20 i 17 polzades de diàmetre respectivament (54 i 46 cm) cara a cara a una distància de 50 peus (uns 16 m), i va situar en el focus d'un d'ells un carbó encès avivat per una manxa. Els raigs que, procedents del foc, es projectaven sobre un dels miralls, eren reflectits paral·lelament cap al segon, incidint en el seu focus, on es trobava la mostra en combustió. Amb miralls parabòlics de dimensions similars s'aconseguia el mateix efecte a 18 peus (uns 6 m), la qual cosa avalava la major efectivitat dels miralls semiesfèrics.
En conclusió, Du Fay va estudiar l'efecte de:
1. l'efecte de la interposició d'una làmina de cristall: disminueix l'acció ustòria, de 18 a 8 peus (2,6-m). Això es deu al fet que els raigs del foc ordinari són extremadament blasfemedors.
2. el vent no influeix sobre l'acció ustòria
3. el fum de la palla cremada disminueix també l'acció ustòria.

## Altres experiments o teories
- Euclides, matemàtic grec, cap el 300 a.C., va escriure “Òptica” on va exposar per primer cop la teoria dels reflexos esfèrics
- També es va comprovar experimentalment que un cop rebuts els raigs solars en un mirall còncau de llautó batut, del que el diàmetre i la ràdio de curvatura sigui d'1 o 2 metres, s'obté un focus calorífic tan intens que el sílice, la pedra tosca, el coure i la plata es fonen en pocs minuts.
- En un experiment realitzat a Grècia durant els anys 1980 i amb la col·laboració del govern i History Channel (que hi va tenir accés i ho van emetre en televisió), es va comprovar com una fila de soldats amb escuts polits concentraven els raigs solars sobre una maqueta composta dels materials de construcció de vaixells de l'època disposada en aigua. El vaixell va trigar escassos segons a començar a cremar i el foc va consumir totalment l'embarcació a gran velocitat. Amb això es va demostrar que a l'antiguitat podria haver-se fet ús d'un mirall ustori sense massa dificultat.
- Més recentment, s'experimenta amb la potència de la concentració de raigs solars a través dels forns solars. Aquests, arriben a milers de graus, i solen ser utilitzats per a experimentar amb nous materials, atès a que les temperatures que arriben a assolir, no poden ser aconseguides amb altres mitjans de manera controlable (per exemple una bomba nuclear aconsegueix més temperatura però és incontrolable). Com a exemple, vegeu el cas del forn solar de Odeillo.